# 金倉寺

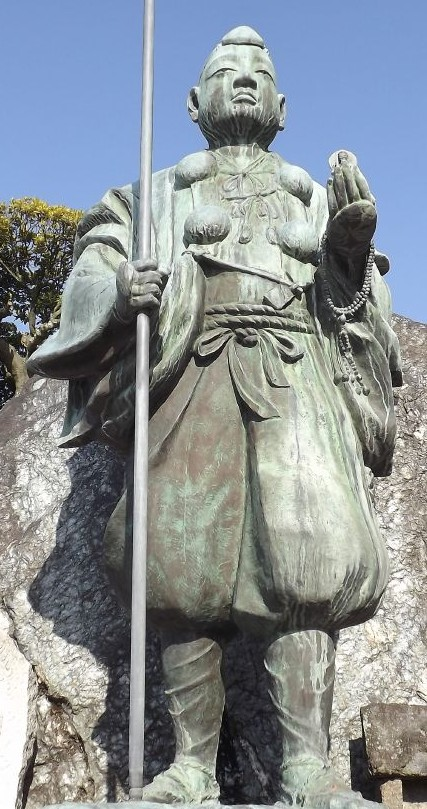
円珍の銅像

金倉寺（こんぞうじ）は、香川県善通寺市金蔵寺町にある天台寺門宗の寺院。鶏足山（けいそくざん）宝幢院（ほうどういん）と号す。本尊は薬師如来。四国八十八箇所第七十六番札所。
- 本尊真言：おん ころころ せんだりまとうぎ そわか
- ご詠歌：まことにも神仏僧を開くれば　真言加持（かじ）の不思議なりけり
- 納経印：当寺本尊、七ヶ所参り弁財天

## 概要
入唐8家で、讃岐5大師であり、延暦寺第5代座主を868年より24年間務め、天台寺門派の宗祖である円珍（智証大師）の生誕地として知られ、また、乃木希典が明治31年（1898年）から3年間当寺の客殿を仮住まいにしており、客殿には乃木ゆかりの品々が展示され（2020年以降公開は休止中）、境内には銅像もある。

## 歴史
宝亀5年（774年）景行天皇の子孫の和気道善（円珍の祖父）が金輪如意（如意輪観音）を祀って一堂を建立し自在王堂と呼ばれていた。仁寿元年（851年）道善の子である和気宅成の上奏により、自在王堂を官寺とし道善寺と名付けた。その後、宅成の子である円珍が承和13年（846年）に入唐、天安2年（858年）帰朝した後、故郷の当寺に訪れて長安の青龍寺に倣した伽藍を造営、薬師如来を彫像して本尊とした。861年伽藍の造営を終え、落慶の斎会に円珍が再訪する。延長6年（928年）醍醐天皇の勅命により金倉郷（かなくらごう）から名前をとり現在の「金倉寺」、山号は釈迦十大弟子の迦葉尊者が入定した山名の「鶏足山」と改め隆盛をきわめた。
その後、幾多の兵火により重要文化財の自画像と本尊などの宝物以外は焼失、慶長11年（1606年）それまで無住寺になっていたが、近くの真言寺院に後見してもらい一時期真言宗になるが、窮状を知った高松藩主の松平頼重により、天台宗に戻り再興、慶安4年（1651年）には、智証大師御影堂を始め、諸堂や客殿、庫裏にいたるまで再建し現在に至る。
大正14年（1925年）、龍川村の地主が差し押さえた農地の競売をめぐり小作争議が激化。金倉寺の伽藍に地主、小作人、警官が集まり仲裁が行われた。

## 境内
- 山門（仁王門）
- 本堂 -  本尊薬師如来のほか、不動明王、阿弥陀如来を安置する。現在は西明寺をヒントに1983年11月に再建している。毎年、正月三が日、本尊が開帳される。
- 祖師堂（大師堂） -  元の金堂で慶安4年（1651年）建立されたものを移築。智証大師（円珍）像が中央に弘法大師像（正面の隙間から拝顔可能）が向かって右脇陣に神変大菩薩（役の行者）が左脇陣に安置されている。智証大師の両脇仏として伝教大師と天台大師が大きな宮殿に納まっている。四国八十八箇所の寺院で、大師堂に弘法大師以外の「大師」を中央に祀るのはここだけ。大師堂の奥に続く奥殿にもその三尊の仏像が祀られている。
- 訶梨帝堂 - 享保元年（1716年）奥殿、明治14年（1881年）拝殿を建立。訶梨帝母（鬼子母神）を祀る堂。円珍が5歳の時に現れたことから、「訶利帝母日本最初出現之地」とされる。「おかるてんさん」と呼ばれ、子授け・安産のご利益がある。
- 観音堂 - 秘仏の十一面観音を祀る堂。当堂の真言は「おんろけいじばらきりく」
- 大聖歓喜天堂（小堂）- 表情も失われた石像。
- 弁財天（祠）- 周辺を彩られた中にある祠。
- 天満宮（祠）
- 忠魂社（祠） - 昭和22年8月、現在地に移転。
- 乃木将軍妻返し松（二代目）
- 巡礼七福神 - 境内に点在している七福神の石仏を巡りながら参拝する。
- 牛の石像 - 昔、牛の市場として栄えていた。
- お砂踏み道場 - 88の札所の本尊仏画の掛け軸と大師像。駐車場側にある。
- 客殿 - 乃木将軍遺品展示室（公開は休止中であるが再開の機会を計っている）など。
- 鐘楼堂 - 12本の柱で格式の高さを表す。
- 円珍初湯の井戸 - 東へ約3 kmの境外にある。下に記述。
- 新羅神社（神仏分離以前は新羅明神社） - 山門の西隣り。智証大師を園城寺へ導いた老翁（新羅明神）と唐へ行くことを勧めた山王権現を祀っていたが、神仏分離により現在は素戔嗚尊を祀ることとなる。
- 句碑歌碑 - 北原忠司「お遍路の鈴の法楽誕生寺」裏には「妻返し松・・お里し百舌」が鐘楼堂の左にあり、芭蕉「名月や門にさし来る汐かしら」がさらにその左にある。弁財天の池の手前右に句碑「人乃世能・・」がある

山門から入り、参道を進むと正面に本堂、本堂の右手に納経所、左に進むと大師堂がある。
- 宿坊：なし
- 駐車場：あり、普通車で200円（午後5時で閉門）

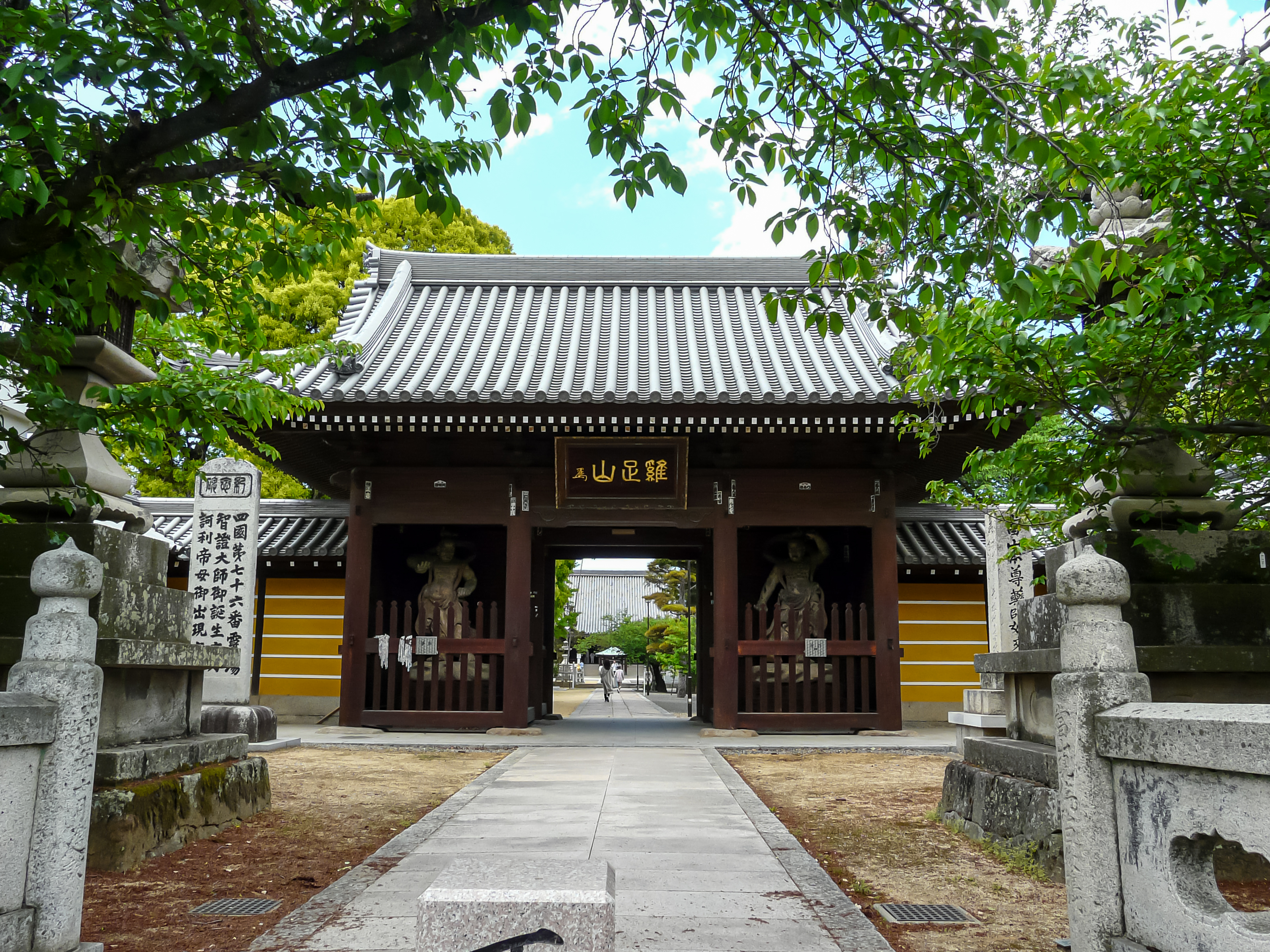
山門（仁王門）
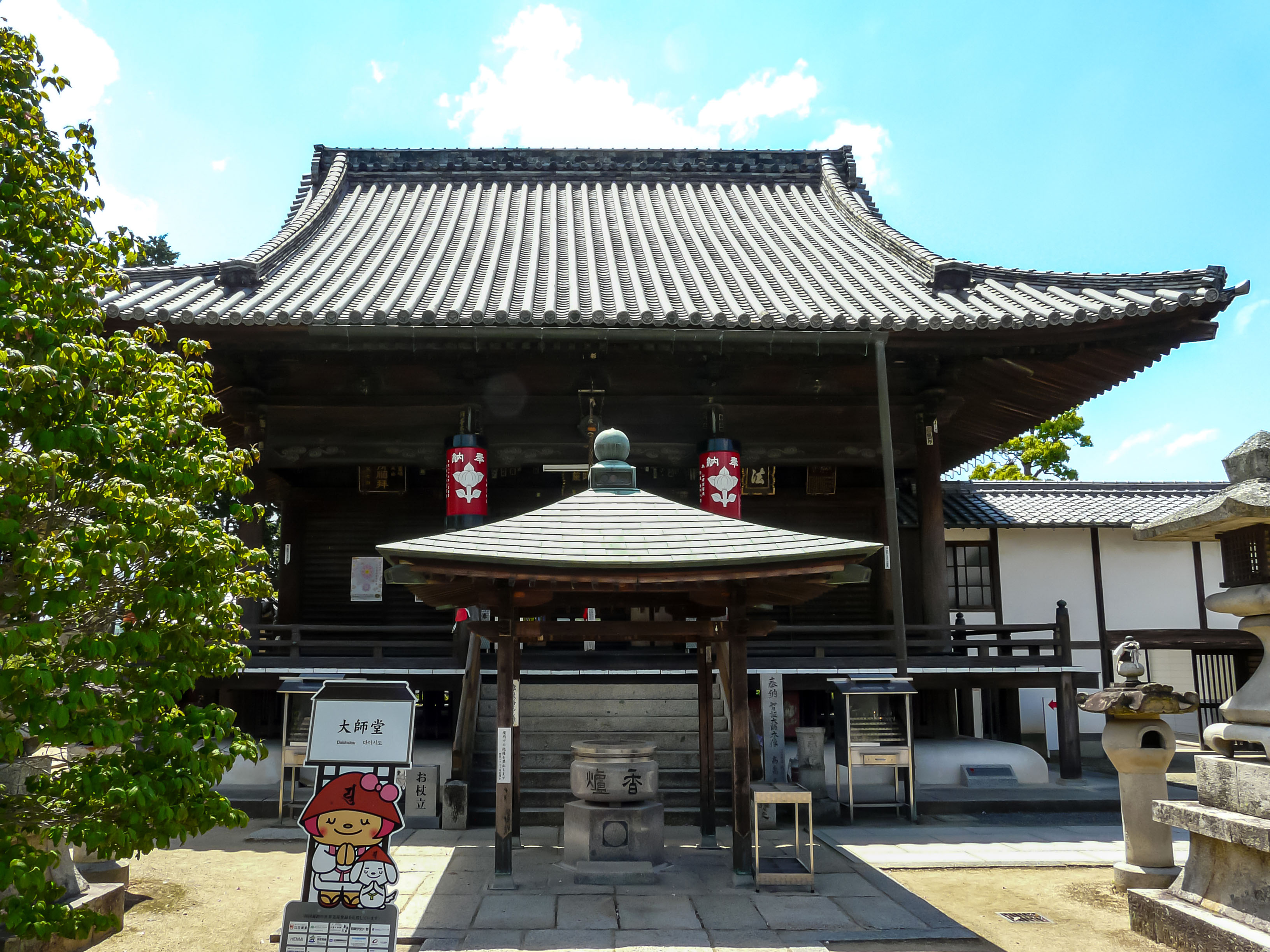
大師堂
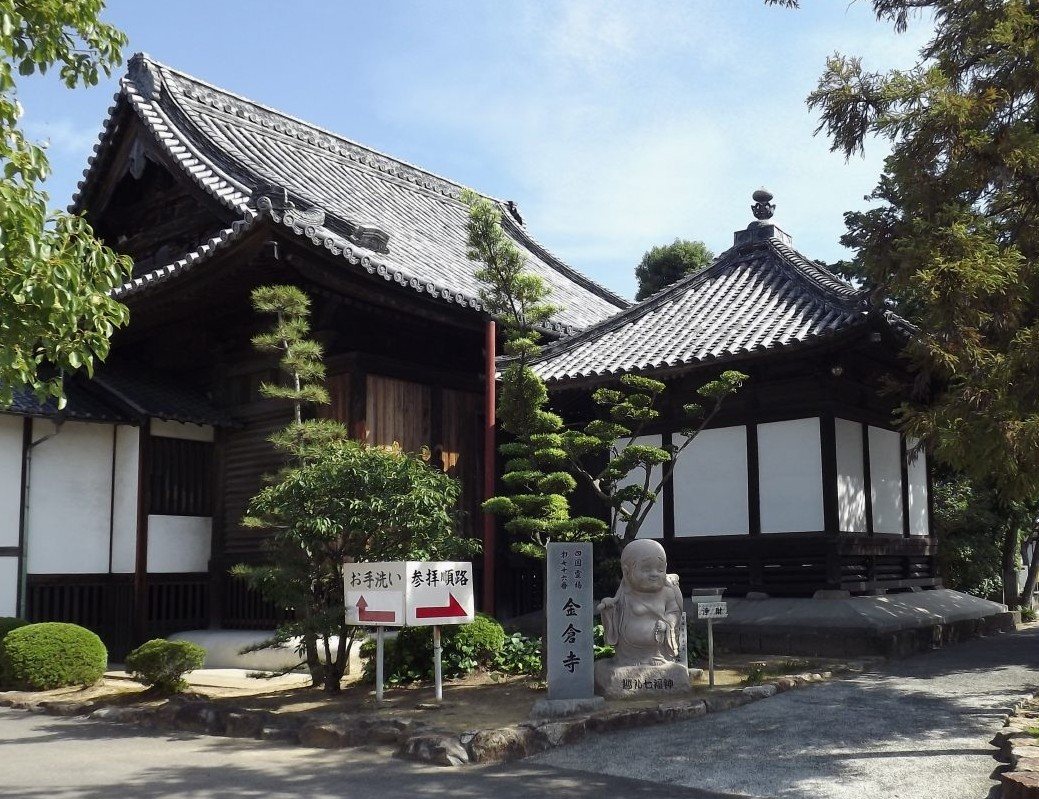
大師堂奥殿
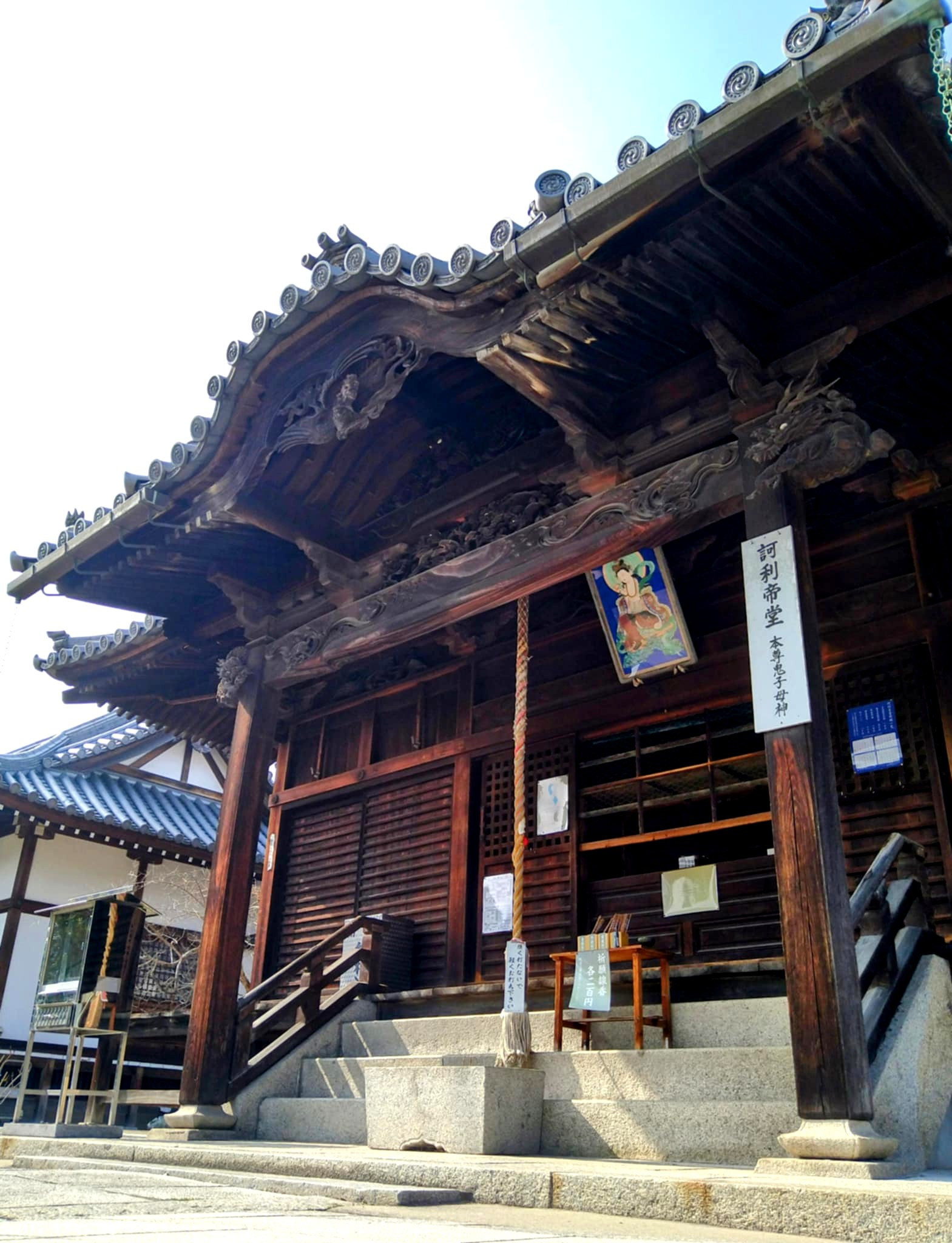
訶梨帝堂
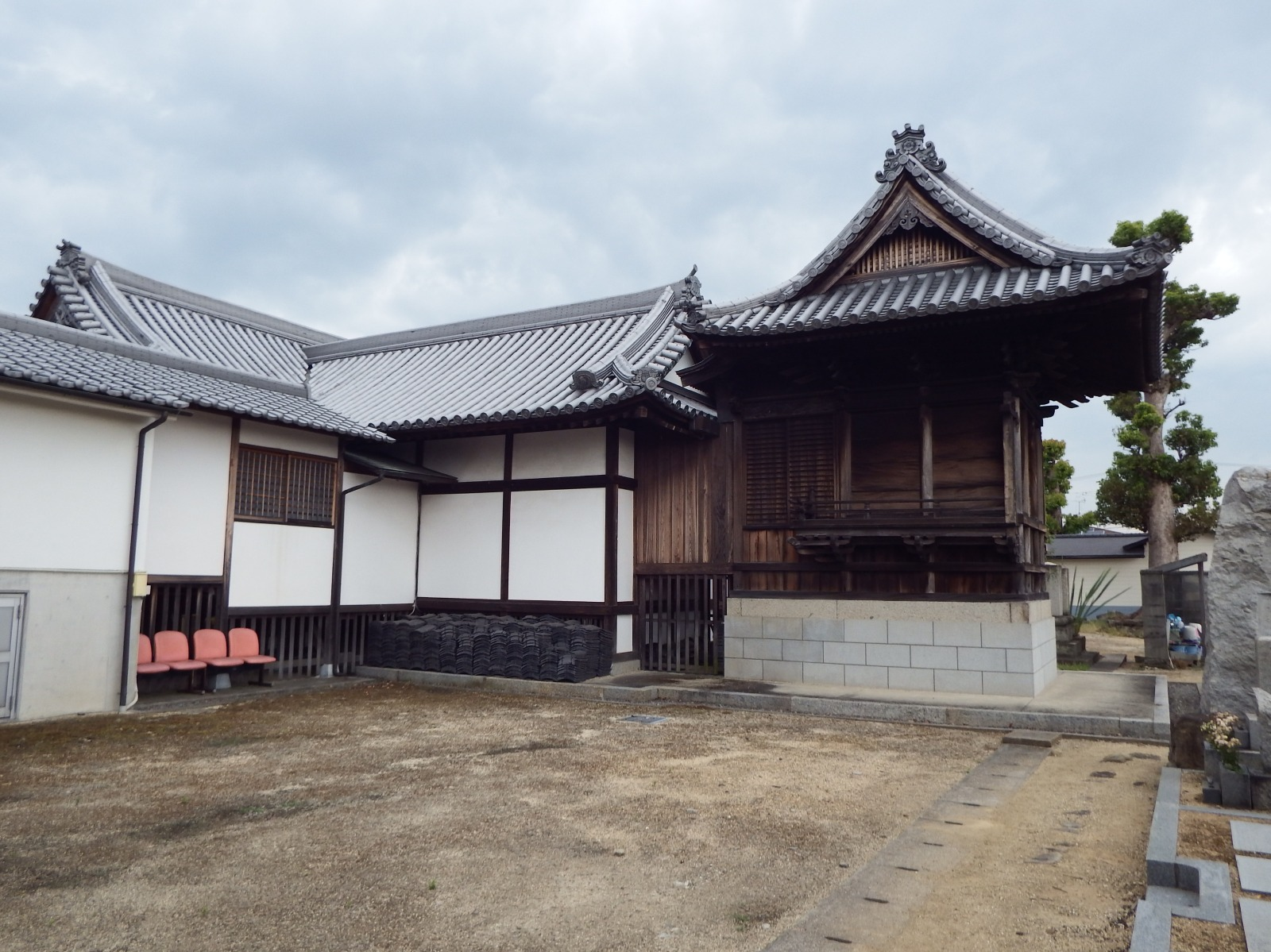
訶梨帝堂 奥殿
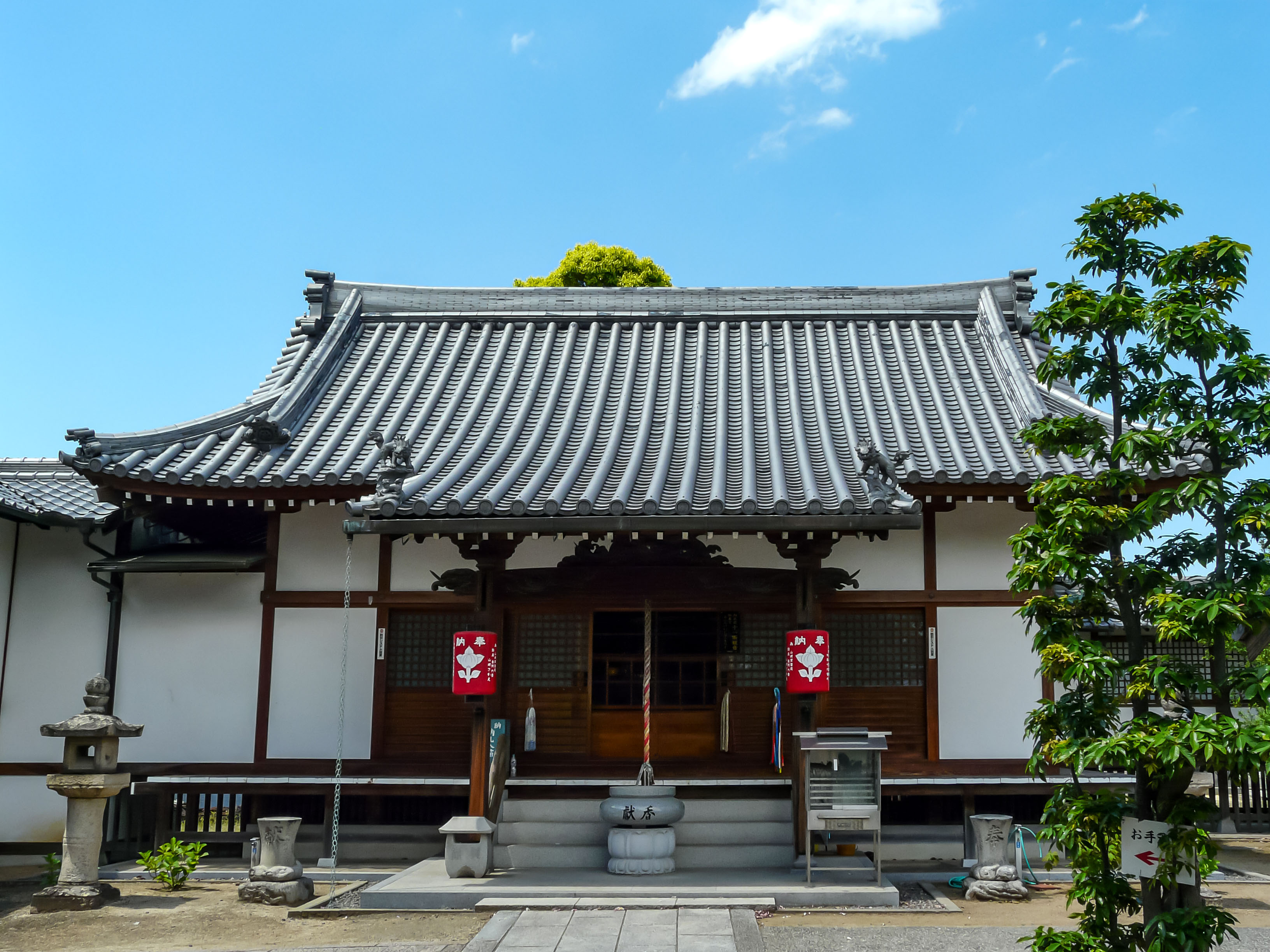
観音堂
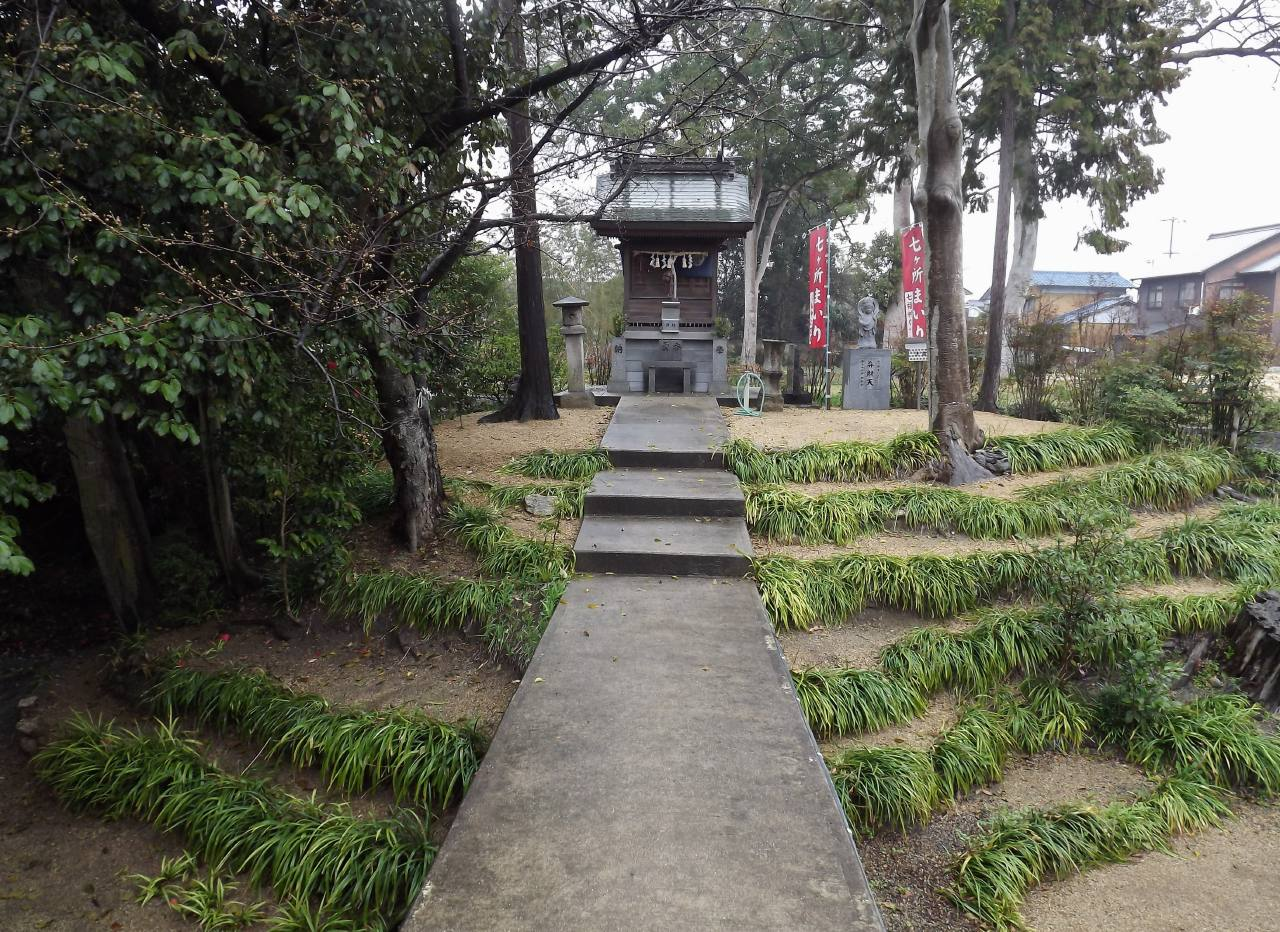
弁財天
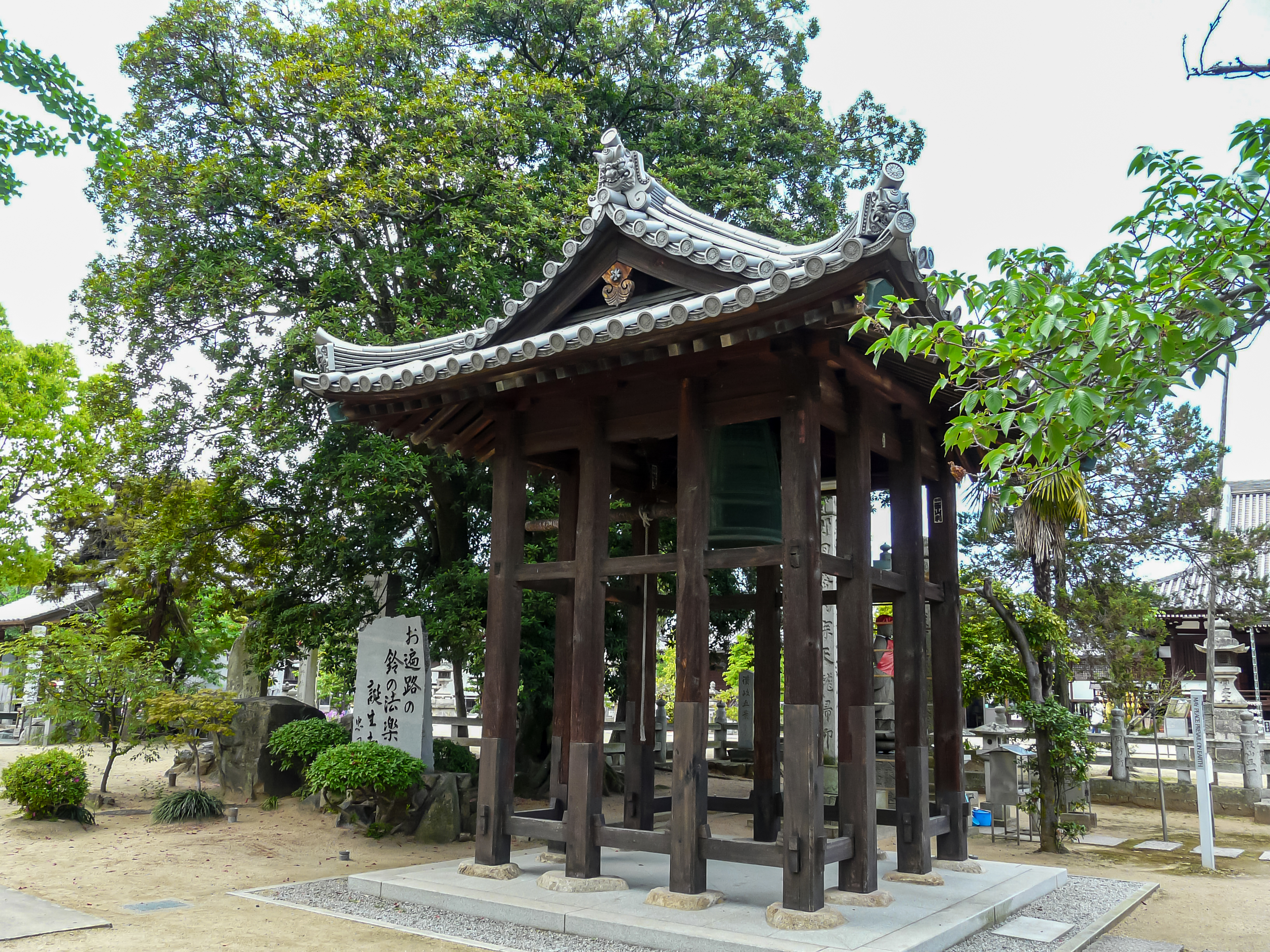
鐘楼
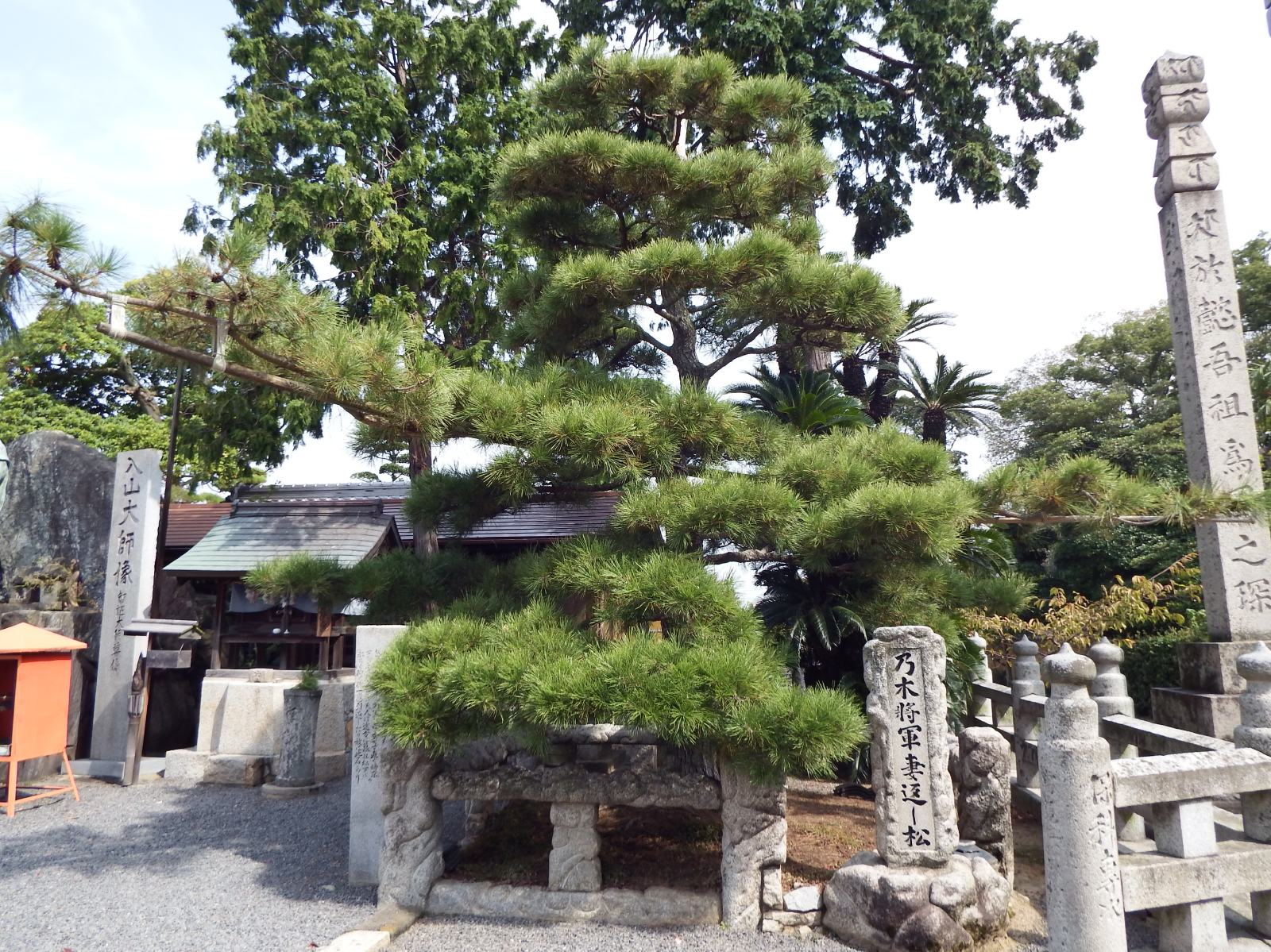
乃木将軍妻返し松
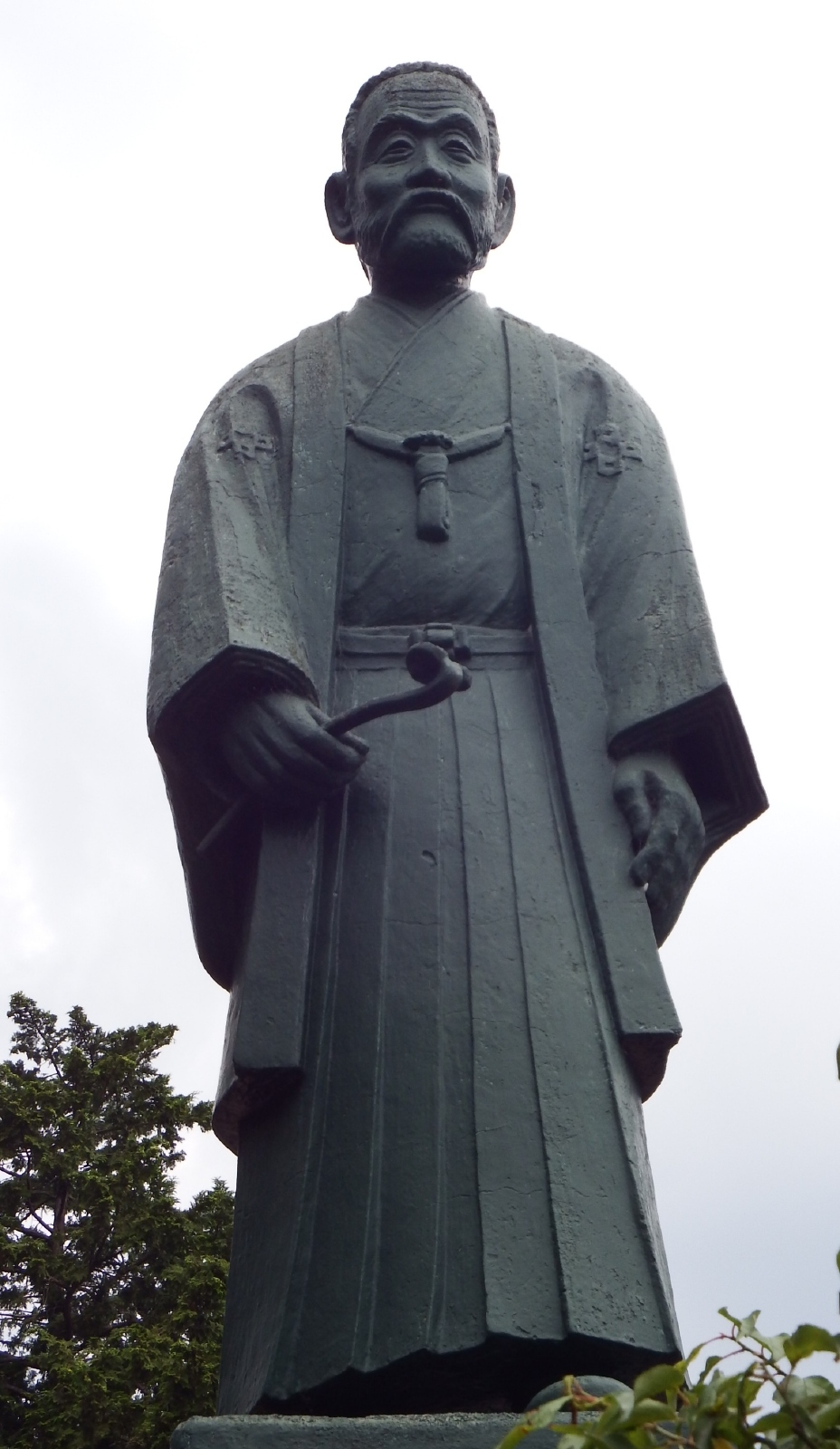
護国院殿像（乃木希典
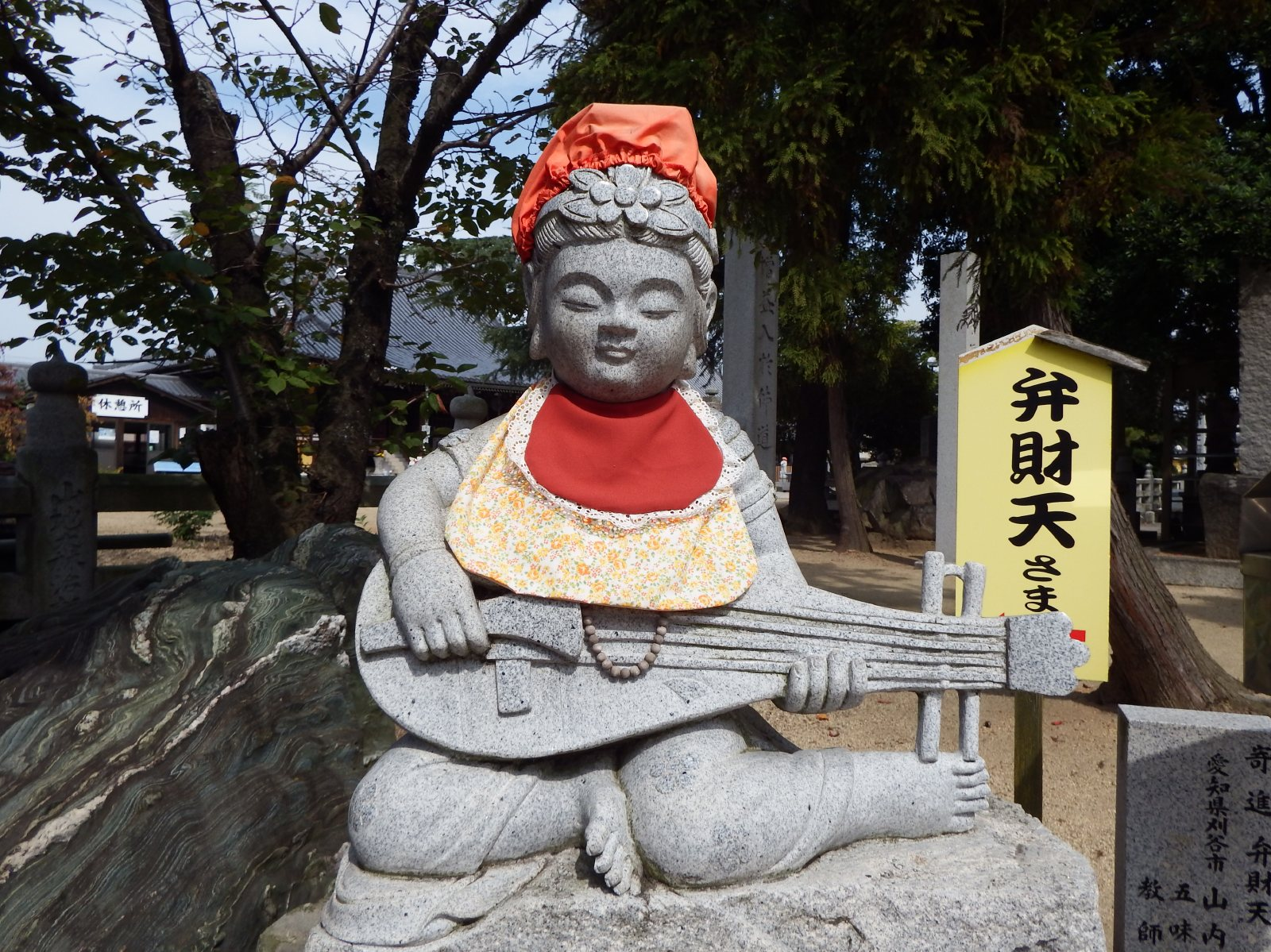
七福神巡り
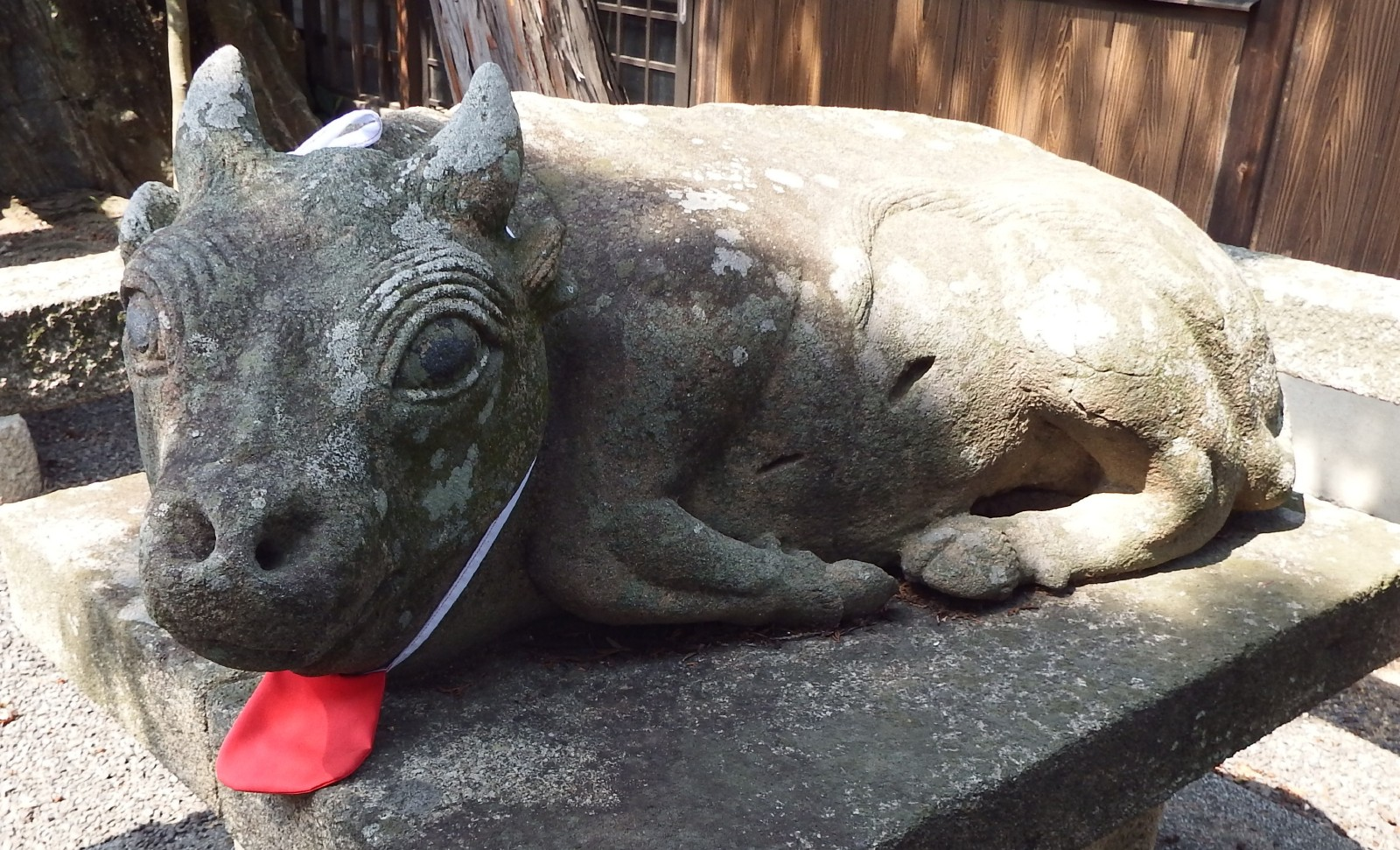
牛の石像

## 文化財
重要文化財
- 絹本著色智証大師像 有賛 - 明治34年（1901年）3月27日指定[2]。

善通寺市指定有形文化財
- 絹本著色両界曼荼羅 - 昭和62年（1987年）7月21日指定[3]。

（参考）県指定無形民俗文化財
- シカシカ踊り（シカシカ踊り保存会） - 昭和48年5月12日指定[4][5]

シカシカの意味は「然り然り」とも、「しっかりしっかり」とも言われている。当寺で行われる円珍・乃木まつりで奉納される。

## 行事
- 円珍・乃木まつり：9月第1土日。土曜日午前10時～午後4時まで「乃木将軍の部屋・遺品公開」(有料200円)、日曜日午後1時30分より採燈大護摩供。
- 訶利帝母例祭：5月第2土日。訶利帝母の開帳が2日間ある。
- 石土入峰修行：札所番号にちなみ毎年7月6日石土山（瓶ヶ森）への登山。神変大菩薩が開山した四国の修験道の聖地へ入峰修行。
- 坐禅会：毎月10日午前10時からと、25日午後7時から。誰でも予約なしで参加可。

## 交通
鉄道
- 四国旅客鉄道（JR四国） 土讃線 – 金蔵寺駅 (0.5 km)
駅名の読みは同じだが字が異なる。

道路
- 一般道：香川県道25号善通寺多度津線・香川県道33号高松善通寺線 金倉寺交差点 (0.3 km)
- 自動車道：高松自動車道 善通寺IC (2.0 km)

## 前後の札所
四国八十八箇所
75 善通寺 --(3.8 km)--  76 金倉寺 --(3.9 km)-- 77 道隆寺

## 周辺の関連施設
円珍初湯之井

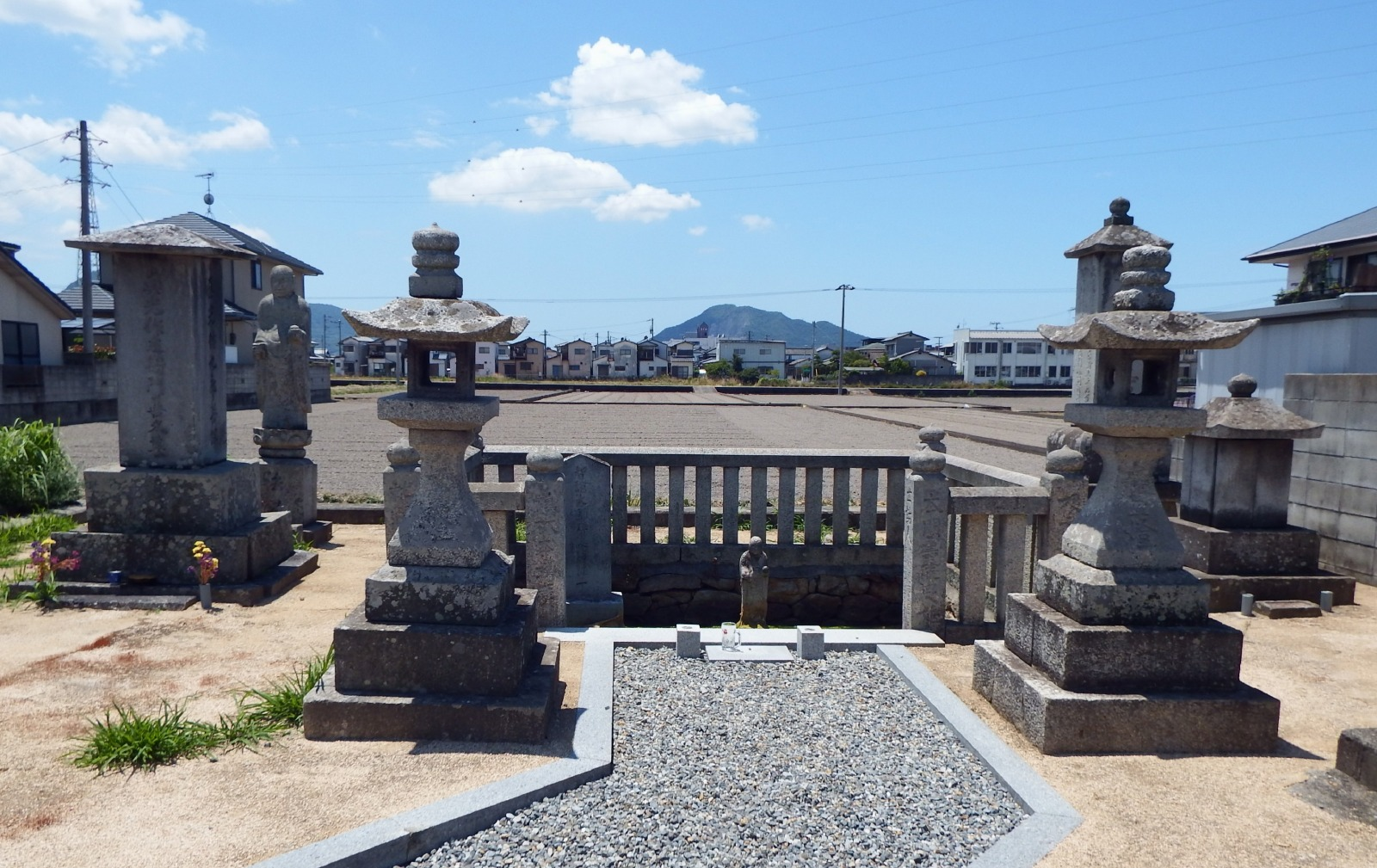
円珍初湯の井戸

当地は讃岐国那珂郡金倉郷で、この五条の泉は古来、円珍に初湯を奉った閼伽井として伝承されてきた。明治5年の廃仏廃釈までここに園城寺末寺である仏名寺が置かれていた。その寺が文政4年（1821年）に中興した際におさめられた本尊智証大師像は現在、玉泉院（木徳町）の本堂に安置されている。。
- 所在地：香川県善通寺市原田町東宮 （円珍初湯之井）

　　　　（春日神社の北、春日団地の一角にある）